# Kōda Mariko
Kōda Mariko (國府田 マリ子 (Quốc Phủ Điền Ma Lý Tử) sinh ngày 5 tháng 9, 1969) là một seiyū, ca sĩ J-Pop và phát thanh viên sinh ra tại thị trấn Miyashiro, quận Minami Saitama, tỉnh Saitama, Nhật Bản. Cô tốt nghiệp Trung học Kasukabe Kyōei và trở thành sinh viên khoa truyền thông của Đại học Tamagawa ở thành phố Machida, Tokyo, và ra trường vào năm 1990. Kōda đã trình bày ít nhất một bài hát trong chương trình NHK Minna no Uta.
Cô từng là thành viên của nhóm seiyū JPOP, DROPS, cho đến khi họ giải tán. Họ được biết đến nhiều nhất thông qua việc trình bày ca khúc chủ đề kết thúc của anime Doki Doki School Hours, mặc dù nhóm đã thực hiện một vài buổi diễn và một trong số đó được phát hành thành DVD.
Cô hiện đang làm việc cho công ty phát triển tài năng điện ảnh Aoni Production. Các vai diễn đáng chú ý nhất của cô gồm Kinu trong Ghost Sweeper Mikami, Koishikawa Miki trong Marmalade Boy và Shaorin trong Mamotte Shugogetten.

## Anime

### TV
- Anime World Fairytales (Gretel)
- Anpanman (Herb-chan)
- Black Jack (manga) (Rei Asato)
- Bobobo-bo Bo-bobo (Ruby, Denbo)
- Chance Pop Session (Reika)
- CLAMP School Detectives (Miyuki)
- Crayon Shin-chan (Young Witch Marie)
- Detective Academy Q (Mitsuru Hōshō)
- Digimon Savers (Sayuri Daimon)
- Đôrêmon (Yukari Aozora, Maho, cô gái)
- Fortune Quest (Max)
- Ghost Sweeper Mikami (Okinu)
- Goldfish Warning! (Shuko)
- Mamotte Shugogetten (Shaorin)
- Gun X Sword (Vivian)
- Haunted Junction (Hanako Hasegawa)
- Jibaku-kun (Kuinsheru)
- Kamisama Kazoku (Komori Fumiko)
- Kanon (Minase Nayuki)
- Kyōryū Bōkenki Jura Tripper (Ojō)
- Marmalade Boy (Miki Koishikawa)
- Meiken Lassie (Priscilla)
- Monster Farm (Holly)
- Nintama Rantarō (Yuki)
- One Piece (Kaya)
- Pokémon (Sakura)
- Shūkan Storyland (Nami)
- Space Oz no Bōken (Dorothy)
- Tanoshii Willow Town (Annie)
- Ultraman Kids: 30,000,000 Light Years in Search of Mother (Nōji)
- Vampire Knight (Juri Kuran)
- Xenosaga (Febronia)

### OVA
- Denshin Mamotte Shugo Getten! (Shaorin)
- Dirty Pair Flash (Yuri)
- Dragon Half (Lufa)
- Galaxy Fraulein Yuna (Shiori)
- Gall Force Revolution (Catty Nebulart)
- Gestalt (anime) (Suzu)
- Harukaze Sentai V Force (Natsuki Aoi)
- Idol Project (Mimu Emiruton)
- Kanon (Minase Nayuki)
- Maps (Hoshimi Kimizuka)
- Miyuki-chan in Wonderland (Miyuki)
- Ryūki Denshō (Myū)
- Seishōjo Kantai Virgin Fleet (Ise Haruoshimi)
- Shonan Junai Gumi (Namiki Ibu)
- Special Drama Fantasian na Nichijō (Madoka)
- Spectral Force (Azerea)
- The Super Dimension Fortress Macross II: Lovers, Again (Amy)
- Tatoon Master (Nima)
- Tekkaman Blade II (Yumi Francois)
- Twinbee:Winpī no 1/8 Panic (Madoka)
- Twinbee Paradise (Madoka)

### Phim
- A·LI·CE (Maria)
- Dragon Quest: Dai no Bōken (Gome)
- Ghost Sweeper Mikami (Okinu)
- Marmalade Boy (Miki Koishikawa)
- Spring and Chaos (Toshi)

## Trò chơi điện tử và máy tính
- Aoi Namida (Mana Fujihara)
- BS Zelda no Densetsu: Inishie no Sekiban (Princess Zelda)
- Doki Doki Pretty League (Chiaki Nonohara)
- Dōkyūsei (Yui Sakuragi)
- Dragon Shadow Spell (Prinveil)
- Dragon Knight III (Marie)
- FIST (Masumi Dotsuki)
- Free Talk Studio ~Mari no Kimama na O-Shaberi~ (Mari Kousaka, Natsumi Kawai)
- Galaxy Fraulein Yuna series (Shiori)
- Hot Shots Golf (Nanako)
- Kanon (Minase Nayuki)
- Langrisser I & II (Liana, Lána)
- Medarot NAVI (NAVI, Navi-Commun)
- Megami Paradise II (Lilith)
- Mitsumete Knight (Ann)
- Otome-teki Koi Kakumei★Rabu Rebo!! (Natsumi)
- Popful Mail (Mail (PC-Engine version))
- Puyo Puyo CD Tsu (Trio the Banshee)
- Ryūki Denshō: Dragoon (Myū)
- Super Real Mahjongg P IV (Aina)
- Twinbee Paradise (Madoka)
- Twinbee RPG (Madoka)
- Xenosaga (Febronia)
- Zelda no Densetsu Sound & Drama (Zelda)

## Phim điện ảnh
- Eat & Run (Marie)
- Looking For
- Setsunai
- Voice

## Phát thanh
- Banana Hōsōkyoku Young Radio Grand Prix
- Chikada Haruo no Lion Package Song
- Doyō no Yoru Desu: Uha Uha Daihōsō Anime Street
- Furumoto Shinnosuke no Parachute Yūgekitai
- Kobayashi Yutaka no Super Gang Nouveau
- Kouda Mariko no Come On Funky Lips!
- Kouda Mariko no Doki Doki On Air
- Kouda Mariko no Game Museum
- Kouda Mariko no GM
- Kouda Mariko no Nebusoku Radio: Yume ha Sora Iro
- Kouda Mariko no Taisetsu ni Oboerumono no ga Issho nara Ii yo ne
- Kore ga Sō na no ne, Koneko-chan
- MBS Radio Ore-tachi Yattemāsu Getsuyōbi
- Mō Sugu Ore-tachi xxx Yattemāsu
- Nazo Nazo Dreamin'
- Ore-tachi Yattemāsu
- Ore-tachi xxx Yattemāsu
- Ore-tachi xxx Yattemāsu Next
- Shao & Taisuke no Kon'ya mo Sugo Getten
- Tensai! Hayamimi Radio-kun: Kouda Mariko no Honjitsu mo Game Sanmai
- Twinbee Paradise
- Twinbee Paradise 2
- Twinbee Paradise 3
- TV Game Radions R
- Uha Uha Daihōsō Anime Street
- Ultra Mania Banzai
- Voice of Wonderland

## Khác
- CD Data FANet Artist Information: Kouda Mariko
- Idol on Stage
- Minna no Uta: Ame nochi Special
- Music Jump
- Music Voice: Seiyū Idol Daishūgō
- Seishun Adventure: Majo-tachi no Tasogare
- Yūshoku Banzai CX

## CD

### Đĩa đơn

#### Konami Music
- Bokura no Suteki (written by Masami Tozawa/ composed by Katsuki Maeda) / Harmony (composed by Miki Matsubara), 1994
- Mimikaki wo shiteiru to (written by Masami Tozawa/ composed by Toshio Kamei) / Dare no Sei demo nai Futari (written by Masami Tozawa/ composed by Miki Matsubara), 1995
- Watashi ga Tenshi dattara ii noni (written by Yoshiko Miura, Mariko Kouda/ composed by Miki Matsubara) / Machibuse (written/composed by Yumi Matsutōya), 1996
- Yume wa Hitori mirumono janai (composed by Miki Matsubara) / Owaranai Encore (composed by Akio Minami), 1996
- Egao de aishiteru (written/composed by Tomoko Tane) / Dore dake aisareru ka janakute (composed by Miki Matsubara),1997
- Kaze ga tomaranai (written/composed by Tomoko Tane) / Soba ni iru kara (written/composed by Mariko Kouda), 1997
- Ame nochi Special (composed by Miki Matsubara) / Iidasenakute (composed by Uni Inoue), 1997
- Looking For (composed by Marron Nagatsuki) / Ōzora no Achira e (composed by Tatsuya Nishiwaki), 1998
- Cobalt (composed by Hideshi Hachino) / Sha-La-La~Futari~ (composed by Miki Matsubara), 1998
- Taisetsu ni Omoerumono ga issho nara ii yone (composed by Marron Nagatsuki) / Ganbare! Rōnin (composed by Uni Inoue), 1998
- Matte imashita (written/composed by Tomoko Tane) / Taiyō de ikō! (composed by Kaori Okui), 1999

#### King Records
- Chikyū no Omoi～Hoshi no Omoi～ / Ame Agari no Asa ni / Setsuna.
- Clear / Nemuri no Umi
- Hachimitsu / Sekaichū no Post / Natsu Iro no Hana
- Hana / Machi ni Kesarenaimono / Hifumi yo'
- Jiyū na Tsubasa / Daisuki Nandamono!
- Kara no Te no Hira / Namida Kumo no Ue ni / Nichiyōbi no Taikutsu
- Kimi ga Iru Sora / Yasashii Tsuki
- Kokoro no Yajirushi / Asa Iro no Wappen / Eki made no Michi wo
- Monshirochō / Deatta Goro ni / Fukukaze no Naka de
- Niji ga Yonderu / Koi ha Bōken
- Sabishigari ya no Koi / Wasurenai de～Forever We're Together～ / Henachoko
- Sono Toki made / Spice / Boku no Seikatsu
- Ta·ra·ra / Serial to Kiss / Haruka～To My Mother & Father on the Earth～
- Wish (as Shaorin)

### Drama
- CD Drama: Eiyū Densetsu III: Shiroki Majo (Kurisu)
- Dengeki CD Bunko: Samurai Spirits (Nakoruru)
- Falcom Special Box '97 CD Drama: Eiyū Densetsu III vs. Brandish VT (Kurisu)
- Kishō Seireiki 1: Shūchū Gōu no Tsubishikata (Yumemi, Naiasu, Suhichimi, Ugaia)
- Kishō Seireiki 2: Tadashii Taifū no Okoshikata (Yumemi, Naiasu, Suhichimi, Ugaia)
- Kishō Seireiki 3: Shōryō-san to no Sugoshikata (Yumemi, Naiasu, Suhichimi, Ugaia)
- Popful Mail Paradise (Kachūsha)
- Popful Mail: The Next Generation (Kachūsha)
- TARAKO Pappara Paradise (Kachūsha)
- Tinkle Saver NOVA (Hayana Suzuna)

### Album
- Aitakute
- B Side Collection
- Daisuki na Uta
- Happy! Happy! Happy!
- Kiss (mini album)
- Kono Sora kara Kikoeru
- Mariko Kouda Concert Tour '95–'96: Owaranai Encore
- Metronome
- My Best Friend (best album)
- My Best Friend 2 (best album)
- My Best Friend 3 (best album)
- Nande Datteba!?
- Neiro Enpitsu Jūni Iro
- Pure
- Pure Energy (selection album)
- Sora
- Twinbee Vocal Paradise featuring Mariko Kouda (best album)
- Vitamin Punch!
- Vivid
- Yatte Miyō

### Album khác
- Eru Sanku: Koiki na Kanajo-tachi (vol.1-5)
- GS Mikami Utsukushiki Dōbōsha (vol.1-5)
- Honki ni Shinai de / Itsuka May Be
- Idol Project Special CD (included in limited edition of game)
- Kimi ga Daisuki / Happy Birthday Present
- Kuchibiru ni Promise
- Made in Heaven: Ai no Bride
- Melody: Dakishimete / Story
- Minna Chikyū no Nakama-tachi: Pink no Wani
- Mitsumete Knight Original Soundtrack (only includes Ann's game version of the song which is slightly different to the full version)
- Mitsumete Knight ~Vocalize~ (contains Ann's full version of her song)
- Moment
- Saigo no Yakusoku / Kyō no Owari ni
- Seiyū Grand Prix Club Special '95 '96
- Sunday Island
- Tenshi no Sugao (OVA insert CD single)